# ふじのみやスポーツ公園
富士宮スポーツ公園（ふじのみやスポーツこうえん）は、静岡県富士宮市外神にあるスポーツ施設。富士宮市が所有・運営管理を行う。

## 施設概要
施設は富士宮市民体育館、外神スポーツ広場、富士宮市民テニスコート、富士宮市民プールからなる。

### 富士宮市民体育館
- 第1体育室
- 第2体育室
- 武道場
- 弓道場
- トレーニング室
- 会議室

### 外神スポーツ広場
グラウンド面積は18220m2。
- ソフトボール4面
- サッカー2面

### 富士宮市民テニスコート
- コート10面

### 富士宮市民プール
- 屋外流水プール
- 幼児用プール
- 子供用プール
- ウォータースライダー
- 屋内温水プール

## 交通
- 東名高速道路富士IC→西富士道路→国道139号経由
- 宮バス宮５北循環　富士宮市民体育館下車